# 滇南鸢尾兰
滇南鸢尾兰（学名：Oberonia austroyunnanensis）为兰科鸢尾兰属下的一个种。其种加词“austroyunnanensis”意为“滇南的”。